# والتر مایر
والتر مایر (آلمانی: Walter Meyer; ۱۴ سپتامبر ۱۹۰۴ – ۵ دسامبر ۱۹۴۹) قایقران روئینگ اهل آلمان بود.